# 克里斯托夫·维尔克
克里斯托夫·维尔克（德語：Kristof Wilke，1985年4月17日—），德国男子赛艇运动员。他曾代表德国参加2008年和2012年夏季奥林匹克运动会赛艇比赛，其中2012年奥运会获得一枚金牌。